# 1368 w polityce

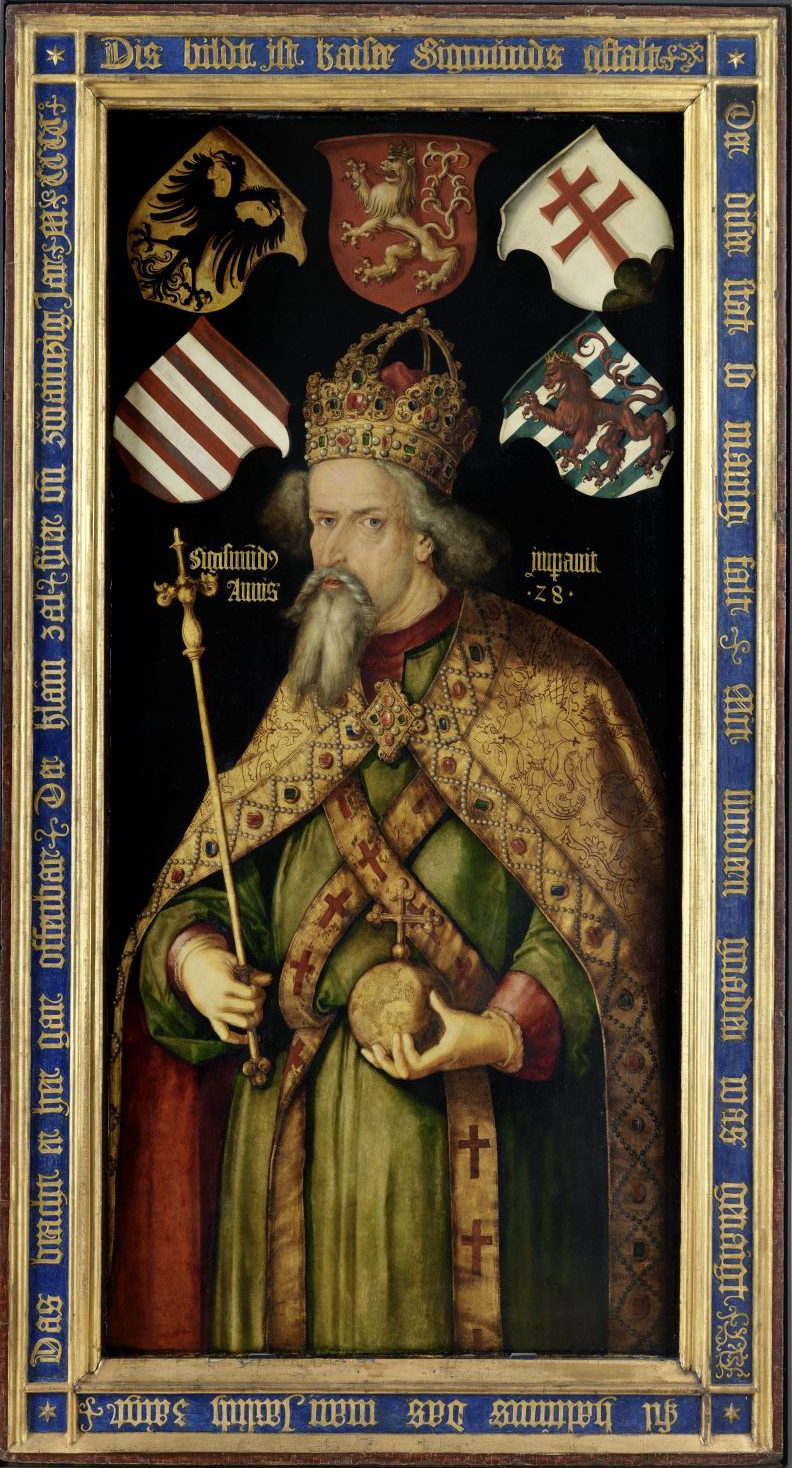
Albrecht Dürer, Zygmunt Luksemburski

Wydarzenia polityczne w 1368 roku.

## Wydarzenia
- Początek dynastii Ming w Chinach[1].

## Urodzili się
- Zygmunt Luksemburski, cesarz rzymski[2].

## Zmarli
- 12 września Blanka z Lancasteru, żona Jana z Gandawy, matka Henryka IV i babka Henryka V[3].